# Simon Mathew
Simon Mathew (n. Grenaa, Jutlandia, Dinamarca, 17 de mayo de 1983) es un cantante danés que representó a Dinamarca en el Festival de la Canción de Eurovisión 2008.

## Primeros años
A los 9 años, él y su familia se movieron a Hirtshals, donde vivieron hasta que se desplazaron a Copenhague cuatro años después para preparar más carrera musical.
Simon comenzó como miembro de un coro ghospel, y después actuó con sus hermanas menores, Rebekka y Sabina. El género favorito de Simon Mathew ha sido siempre el pop, y a la edad de 15 años llegó a un acuerdo con una firma publicitaria para los derechos de sus canciones mientras hacía su primer álbum. Sin embargo, recortes financieros en la compañía impidieron que el álbum llegara a lanzarse.
Simon Mattew continuó actuando y rodó un vídeo promocional, ganando gran fama nacional en el concurso de talentos Scenen Er Din. Esto preparó el camino para su primer álbum, Simon Mathew, lanzado en 2005, con canciones como Dreamer y These Arms.
El cantante también ha participado en el show de televisión Vild Med Dans y ha rodado un nuevo single, Never Another You. Recientemente ha estado preparándose para formar parte de la policía danesa.

## Eurovisión 2008
En 2008 representó a Dinamarca en el Festival de la Canción de Eurovisión, con la canción "All Night Long". Tras quedar tercero en la segunda semifinal con 112 puntos, empatado con Croacia, logró la clasificación para la final, en la que quedó decimoquinto con 60 puntos.

## Discografía

### Álbumes
- Simon Mathew (2005)
- All For Fame (2008)

### Singles
- "These Arms" (2005) - N.º 3 en Dinamarca
- "You are the music in me" (2007)
- "Illusion" junto a Ida Corr (2009)